# Nototriche ovata
Nototriche ovata är en malvaväxtart som beskrevs av Antonio Krapovickas. Nototriche ovata ingår i släktet Nototriche och familjen malvaväxter. Inga underarter finns listade i Catalogue of Life.